# Wadi ad-Dabs
Wadi ad-Dabs (arab. وادي الدبس) – wieś w Syrii, w muhafazie Aleppo, w dystrykcie Dżabal Siman. W 2004 roku liczyła 25 mieszkańców.